# برج يوكوهاما البحري

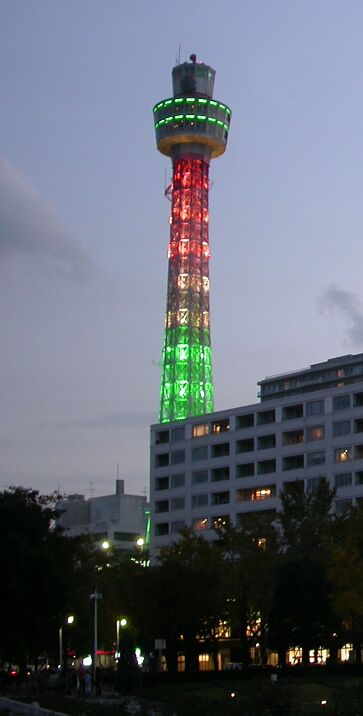
البرج يكتسي باللونين الأحمر والأخضر.

برج يوكوهاما البحري (باليابانية: 横浜マリンタワ، بالانجليزية: Yokohama Marine Tower) هو برج عالي الارتفاع، حيث يصل ارتفاعه إلى 348 قدم (106 متر) مع سطح مراقبة على ارتفاع 100 متر في حي وارد في يوكوهاما في اليابان، يتم وضع علامة مميزة على البرج تتمثل في ومضة مضيئة تضيء كل عشرين ثانية، حيث يتغير اللون بالتناوب بين اللون الأحمر والأخضر، كان في الأصل اضائة البرج تتم بهذه الطريقة (اللون الأخضر والأحمر)، ولكن وبعد إعادة افتتاح البرج في مايو 2009 أصبحت أضواء البرج بيضاء.

## التاريخ
افتتح برج يوكوهاما البحري في عام 1961، وكان البرج البحري يوصف بأنه أطول منارة في العالم، ويمكن لزوار البرج رؤية جبل فوجي من على سطح المراقبة البالغ طوله 100 متر، وفي 25 ديسمبر 2006 أغلق برج يوكوهاما البحري أبوابه مؤقتًا. ثم بدأت بلدية مدينة يوكوهاما شراء الملكيات حوله، حيث قامت بتجديد بناء البرج، وأعيد فتح البرج البحري يوم 23 مايو 2009، حيث وافق يوم الافتتاح وقت الاحتفالات بالذكرى 150 في المدينة.

## الصور

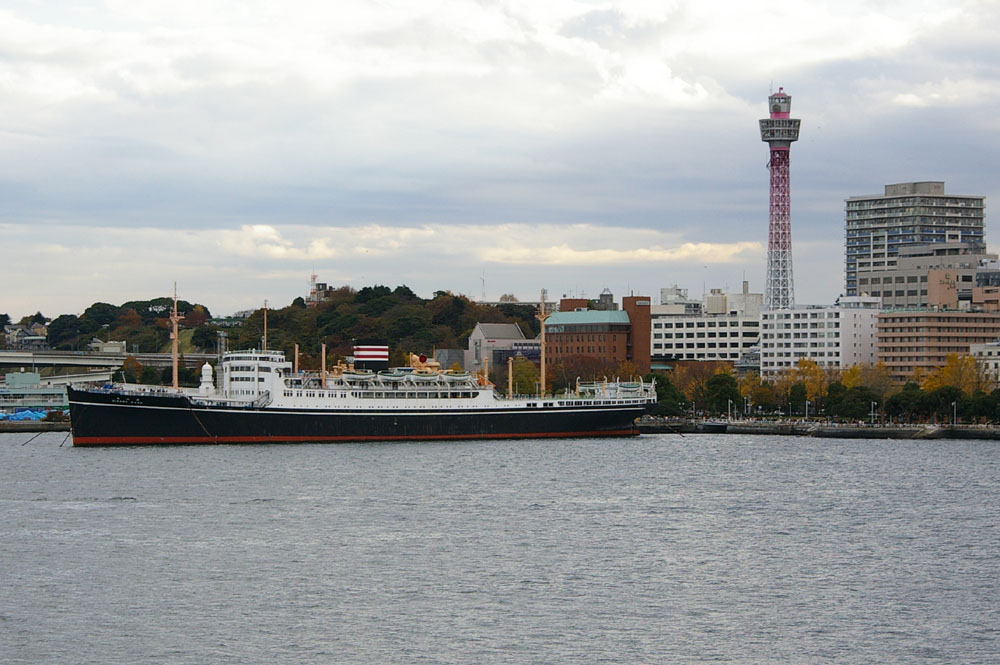
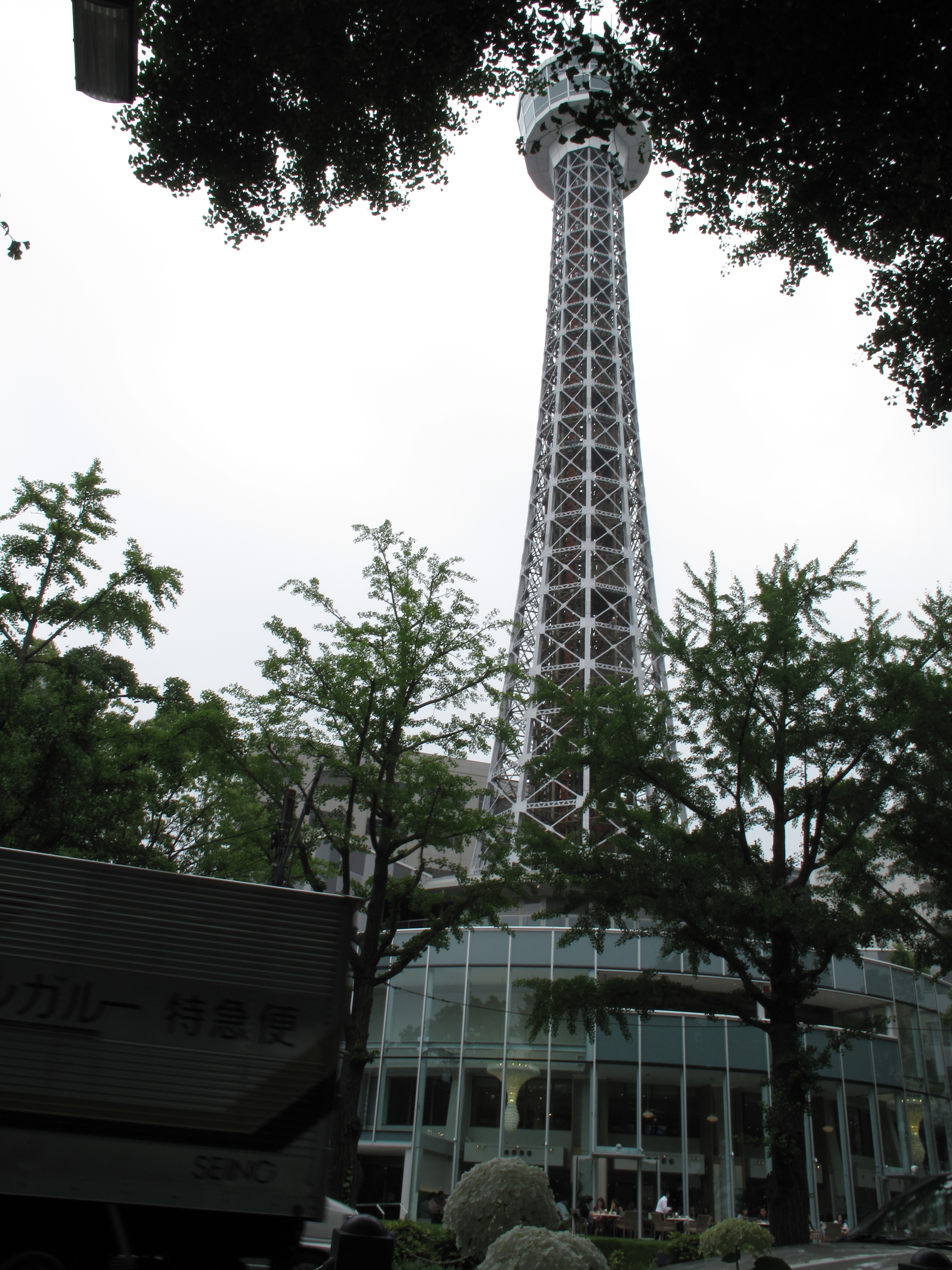
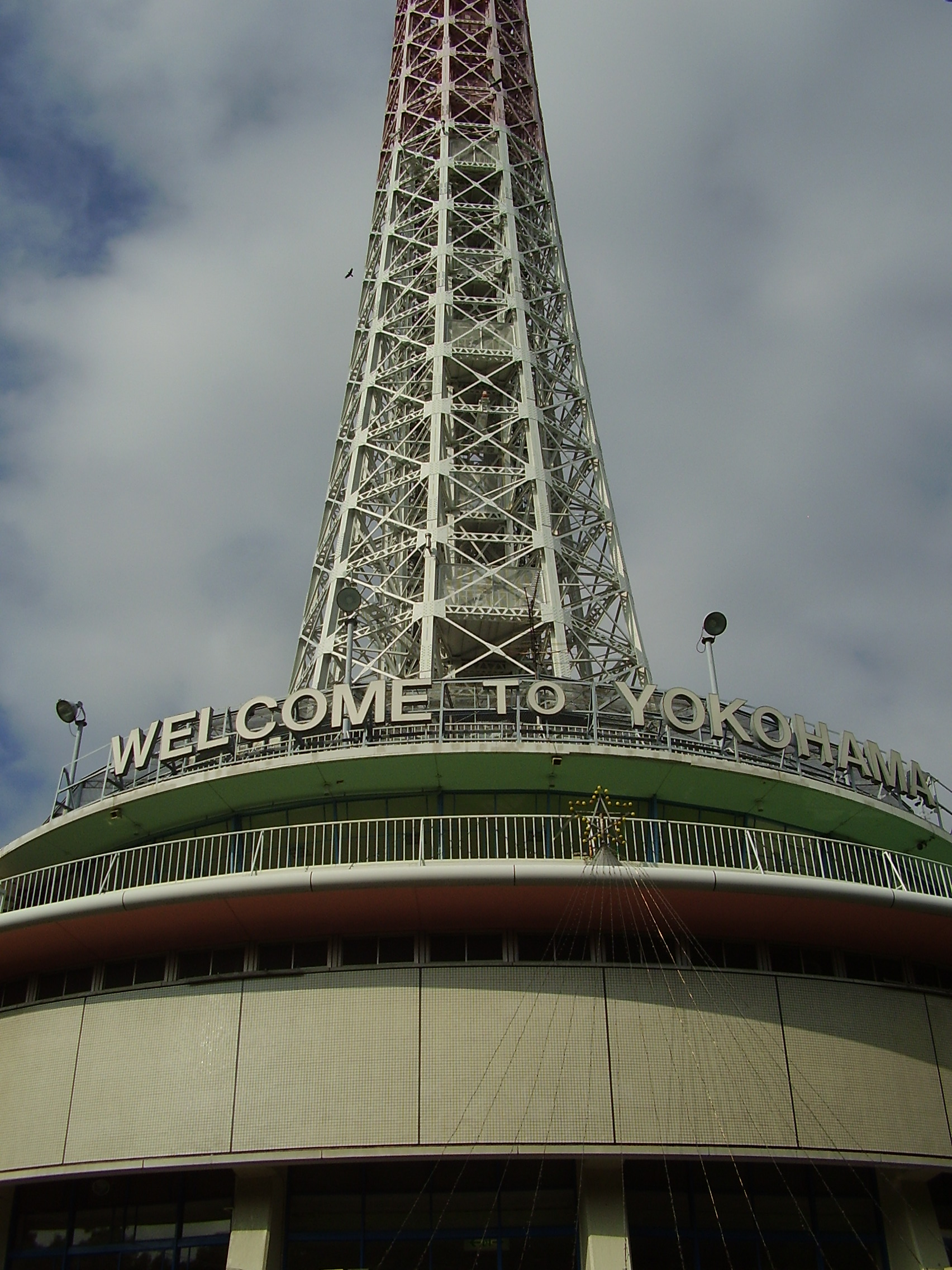
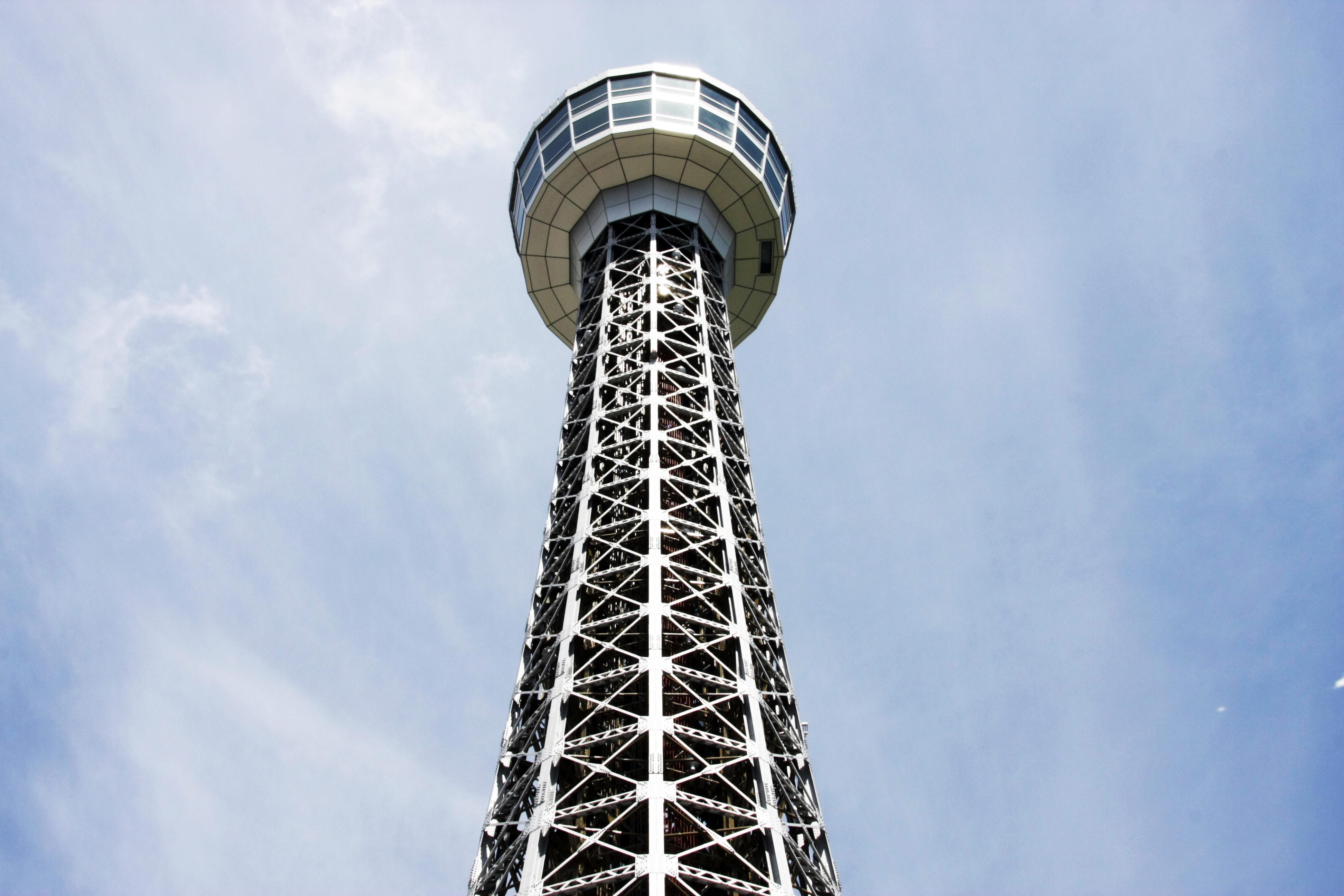

## الوصلات الخارجية
- موقع البرج الرسمي